# Tom Newnham
Tom Newnham (1926 - 15 de dezembro de 2010) foi um ativista político da Nova Zelândia. Ele esteve muito envolvido em várias causas da esquerda política: combateu o racismo institucional na Nova Zelândia e se opôs ao apartheid.